# Apriti cielo
| Recensione       | Giudizio |
| ---------------- | -------- |
| NoteVerticali.it |          |

Apriti cielo è il quarto album in studio del cantautore italiano Alessandro Mannarino, pubblicato il 13 gennaio 2017 dalla Universal.

## Tracce
1. Roma – 4:01
2. Apriti cielo – 4:12
3. Arca di Noè – 4:10
4. Vivo – 3:35
5. Gandhi – 6:57
6. Babalù – 3:50
7. Le rane – 3:54
8. La frontiera (con l'intervento del coro polifonico "San Domenico Savio" di Scordia) – 5:07
9. Un'estate – 4:25

## Classifiche
| Classifica (2017) | Posizione |
| ----------------- | --------- |
| Italia            | 1         |